# داشوه
داشوه أو ثلج أساسي (باليابانية وبالصينية 大雪) هو الفصل الحادي والعشرون من الفصول الشمسية. يبدأ عندما تصل الشمس إلى خط الارتفاع الشمسي 225 درجة وينتهي عند 270 درجة. وتعبر كلمة داشوه عادة عن اليوم الذي تصل فيه الشمس إلى خط الارتفاع 255 درجة. يصادف هذا اليوم في التقويم الميلادي يوم 7 ديسمبر وينتهي في 21 ديسمبر أو 22 ديسمبر في توقيت دول شرق آسيا.
سمي هذا الشهر باسم 大雪 والتي تعني «ثلج أساسي» لأنه يعتقد أنها الفترة التي يهطل فيها الثلج بشكل شديد.
يشتهر هذا الفصل بنوع سمك البوري، كما تبدأ الدببة بالدخول للسبات الشتوي.